# Station Assen
Station Assen is het spoorwegstation te Assen (Drenthe) dat op 1 mei 1870 werd geopend. Het oorspronkelijke stationsgebouw is ontworpen door de architect Karel van Brederode en werd gebouwd in 1868. Het behoorde tot een vernieuwde versie van het standaardtype SS derde klasse (SS Hoogezand).
Van 1905 tot 1947 was er ook personenvervoer over de spoorlijn naar Stadskanaal. Deze lijn is in 1977 opgebroken.
Tussen station Assen en station Vries-Zuidlaren bevindt zich een baanwachterswoning langs het spoor. Deze werd in 1869 gebouwd.
Tussen 1949 en 1985 verzorgde Harmanni, een stadsautobusdienst uit Assen, stadsvervoer vanaf station Assen. In 1986 werd dit vervoer overgenomen door de DVM.

## Nieuwbouw 1989
In april 1988 werd het stationsgebouw gesloopt en werd begonnen met nieuwbouw, ontworpen door de architect Rob Steenhuis. Op 6 juni 1989 werd het nieuwe stationsgebouw in gebruik genomen. Het station had een bewaakte en onbewaakte fietsenstalling, een fietsverhuur en verhuur van OV-fietsen, een bloemenverkoop, een kleine eet- en drinkgelegenheid en een kleine kruidenierswinkel. In 2009 werd de onbewaakte fietsenstalling vergroot waardoor een probleem van verkeerd gestalde fietsen grotendeels werd opgelost.

## Nieuwbouw 2018

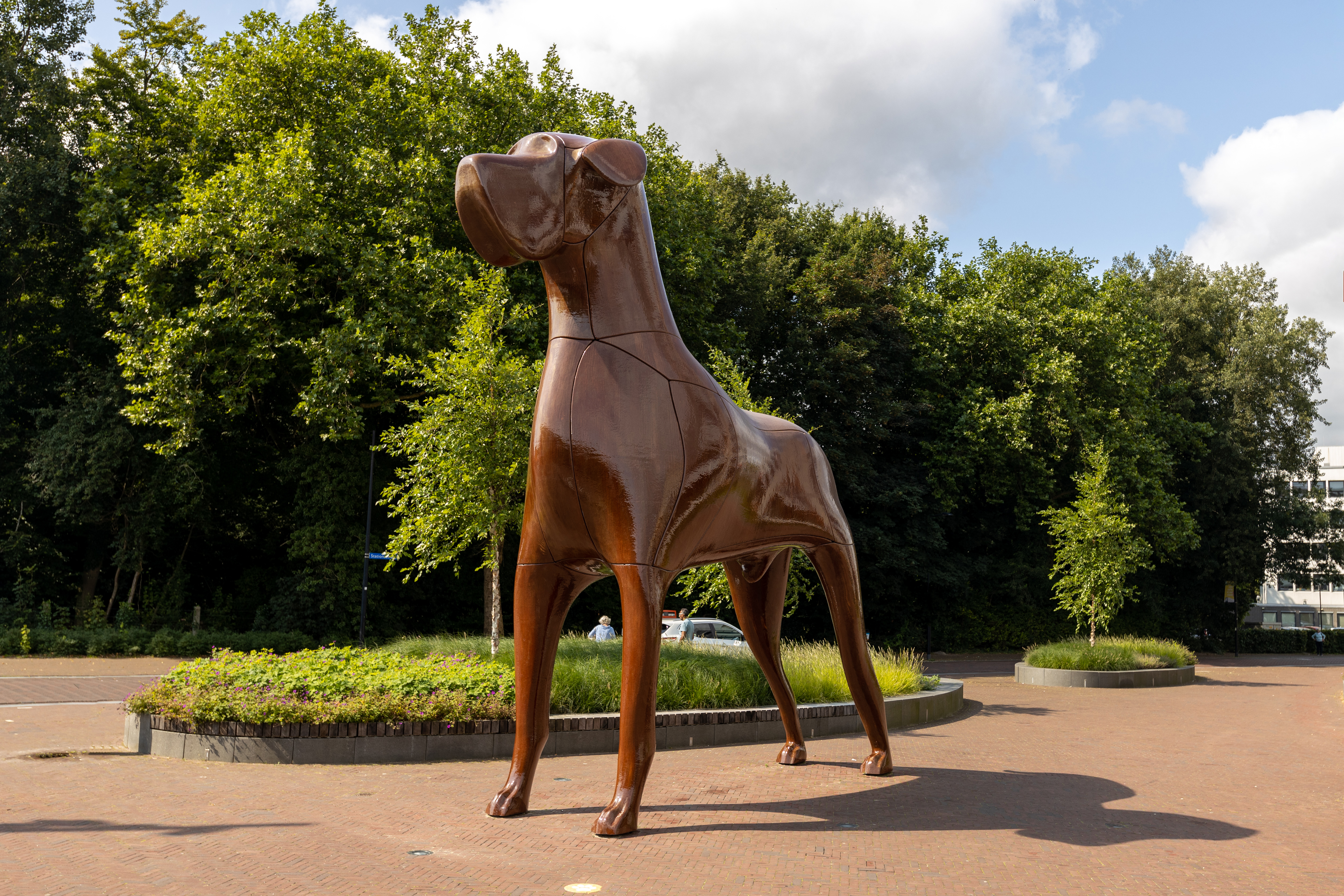
Stationshond Mannes in 2021

In juni 2011 maakten de gemeente Assen, NS en ProRail bekend dat er opnieuw een geheel nieuw station zou worden gebouwd, inclusief een stationsplein. Het nieuwe station is onderdeel van de FlorijnAs. Het ontwerp van het station is van de architectencombinatie Powerhouse Company en De ZwarteHond.
Het plan van de gemeente Assen voor een plein voor het station was onderdeel van een uitgebreider plan voor een autotunnel onder het stationsplein voor doorgaand verkeer dat niet met een auto bij het station hoeft te zijn. Dit maakte een voetgangersvriendelijke verbinding mogelijk tussen het nieuwe station en het centrum van de stad. In 2016 begon men met de bouw van deze tunnel. 
Het stationsgebouw uit 1989 werd in februari 2016 gesloopt en vervangen door een tijdelijk gebouw. De bouw van het nieuwe stationsgebouw begon in 2017. Volgens planning werd het nieuwe stationsplein een jaar later in gebruik genomen.
14 mei 2018 werd het stationsgebouw geopend. In november van 2018 werd het hele project afgerond en vond de officiële, grote opening van het stationsgebied in Assen plaats. In navolging van Groningen (een paard) heeft Assen nu ook een dier, een hond, voor het station geplaatst.
Een fietsenstalling is ondergronds en bewaakt met plek voor 2600 fietsen die reizigers daar 24 uur gratis kunnen stallen.

## Locomotiefloods
Aan de noordzijde van het station liet de Maatschappij tot Exploitatie van Staatsspoorwegen voor rekening van de Noordoosterlocaalspoorweg-Maatschappij een enkelsporige locomotiefloods bouwen. Deze werd in 1904 aanbesteed. De locomotiefloods heeft nooit de status van depot gehad. In oktober 2006 werd de loods afgebroken.

## Verbindingen
In de dienstregeling van 2025, ingegaan op 15 december 2024, stoppen op dit station de volgende treinseries:
| Serie            | Treinsoort          | Route                                                                                                  | Bijzonderheden |
| ---------------- | ------------------- | --- | --- |
| 500              | Intercity (NS)      | Den Haag Centraal – Gouda – Utrecht Centraal – Amersfoort Centraal – Zwolle – Assen – Groningen        | |
| 700              | Intercity (NS)      | Schiphol Airport – Amsterdam Zuid – Almere Centrum – Lelystad Centrum – Zwolle – Assen – Groningen     | Vormt tussen Schiphol Airport en Zwolle een halfuurdienst met serie 800. Vormt tussen Zwolle en Groningen een halfuurdienst met serie 500. Sommige treinen tussen Zwolle en Groningen stoppen op alle stations. (alleen 's morgens vroeg en 's avonds laat) |
| 6100             | Sprinter (NS)       | Zwolle – Meppel – Assen – Groningen                                                                    | |
| 6200             | Sprinter (NS)       | Groningen – Assen                                                                                      | Rijdt alleen in de spits van maandag t/m donderdag. |
| Nachttrein 32780 | Nachttrein (Arriva) | Groningen – Assen – Zwolle – Lelystad Centrum – Almere Centrum – Amsterdam Centraal – Schiphol Airport | Rijdt alleen in de nacht van vrijdag op zaterdag. |

## Afbeeldingen

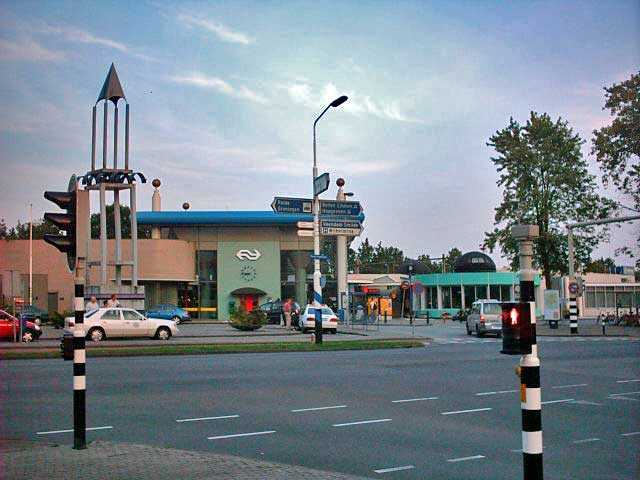
Station Assen in 2004
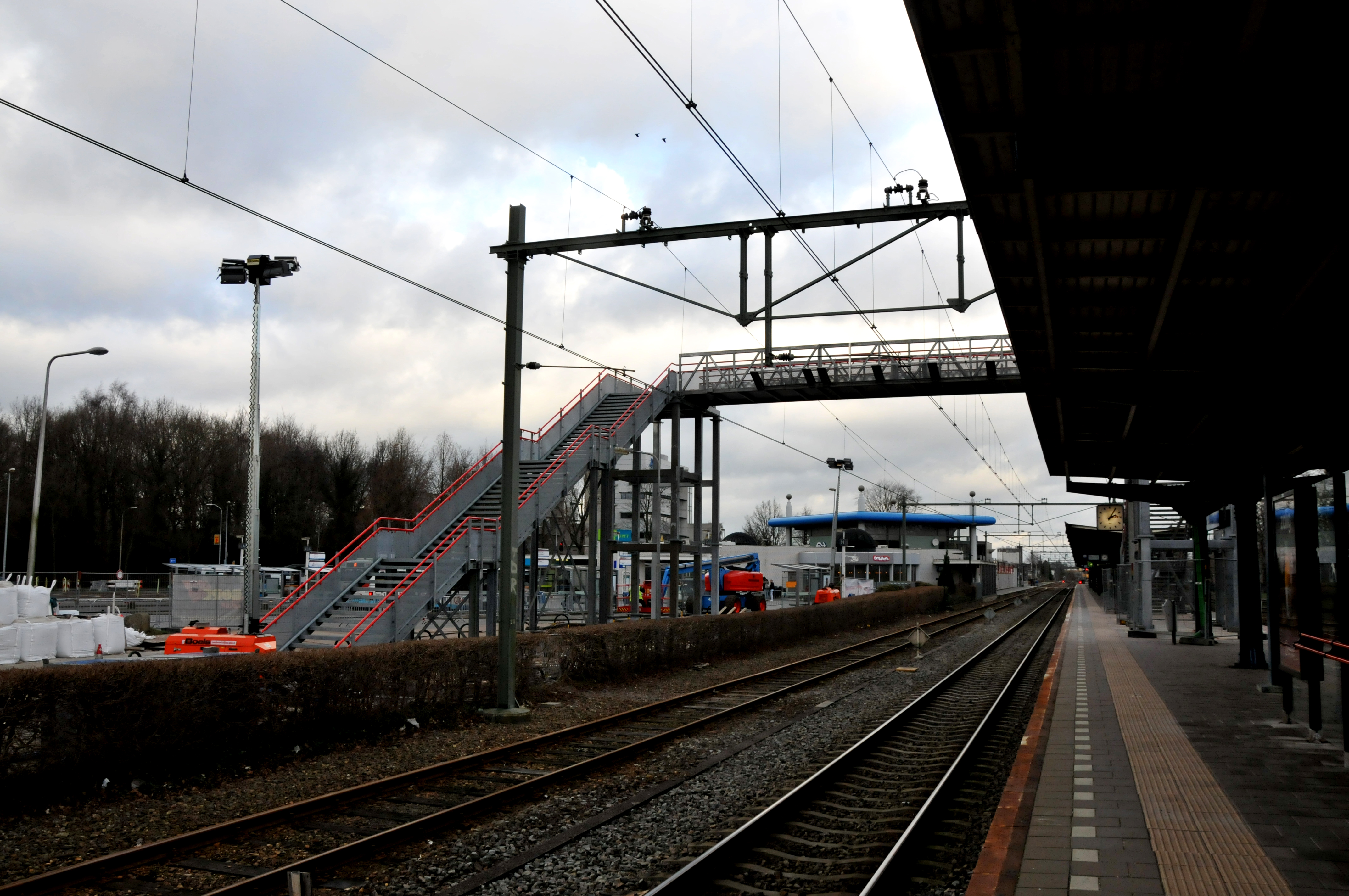
De noodbrug in aanbouw
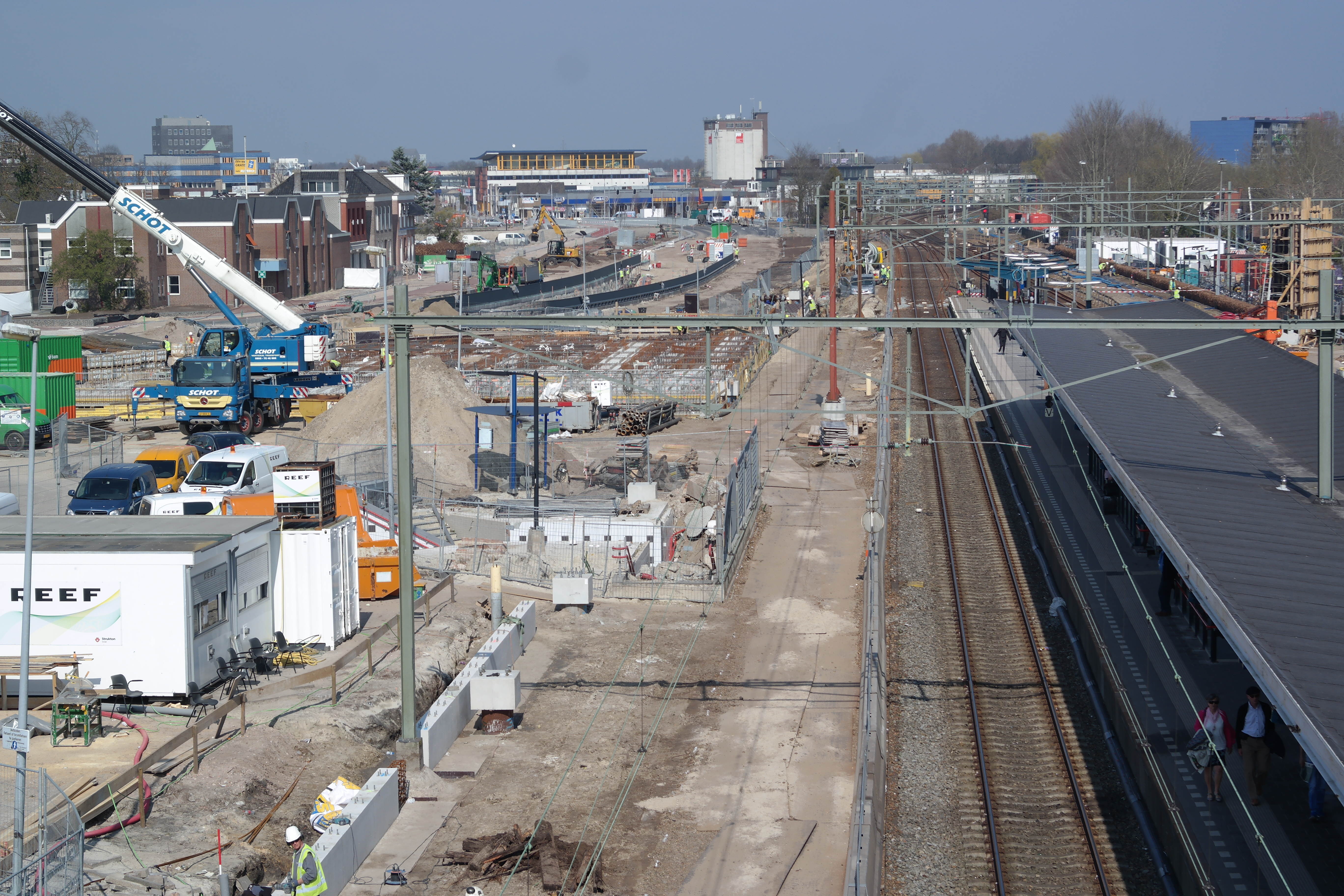
Het station tijdens de verbouwing vanuit het zuiden
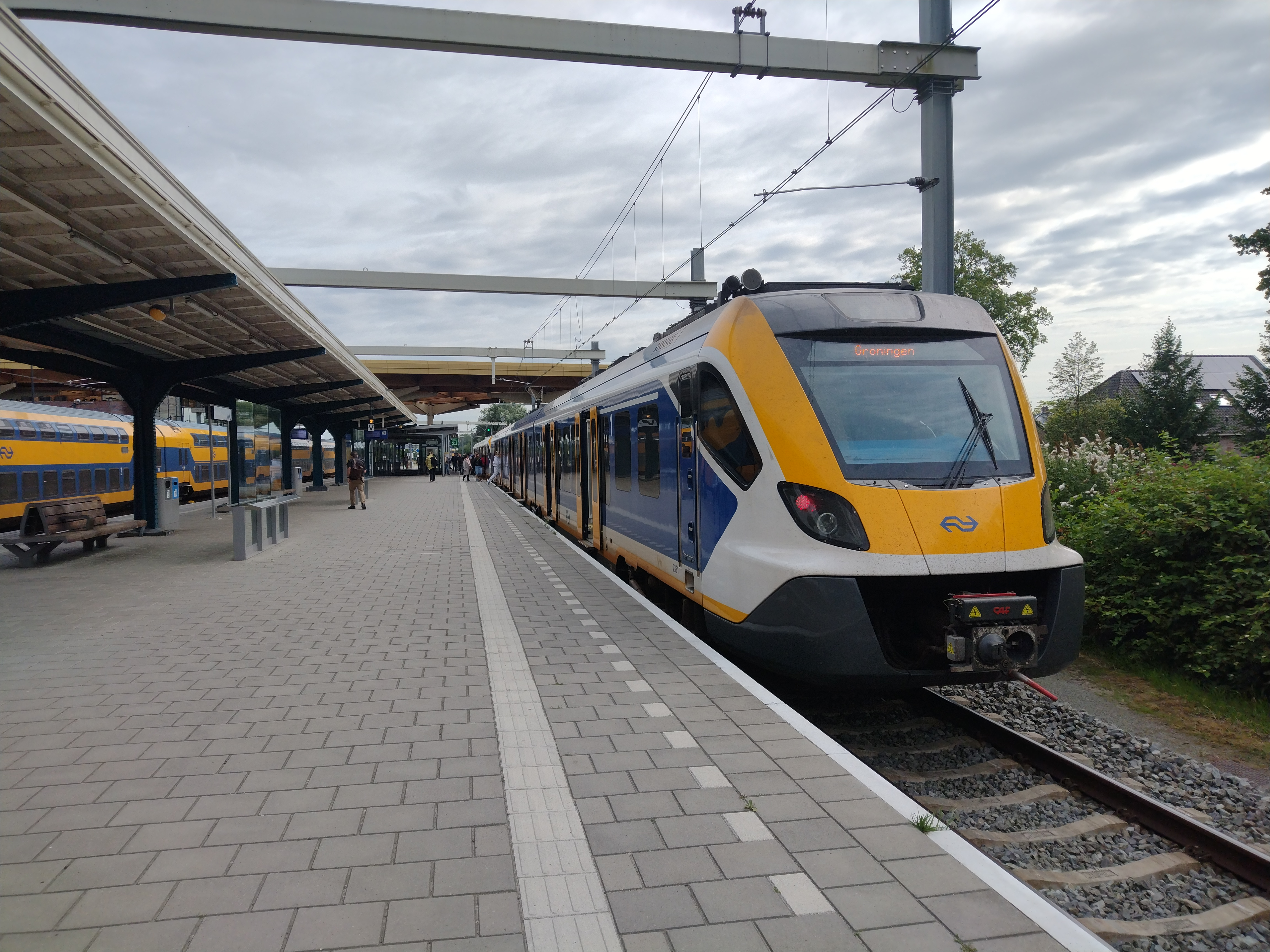
SNG op het station
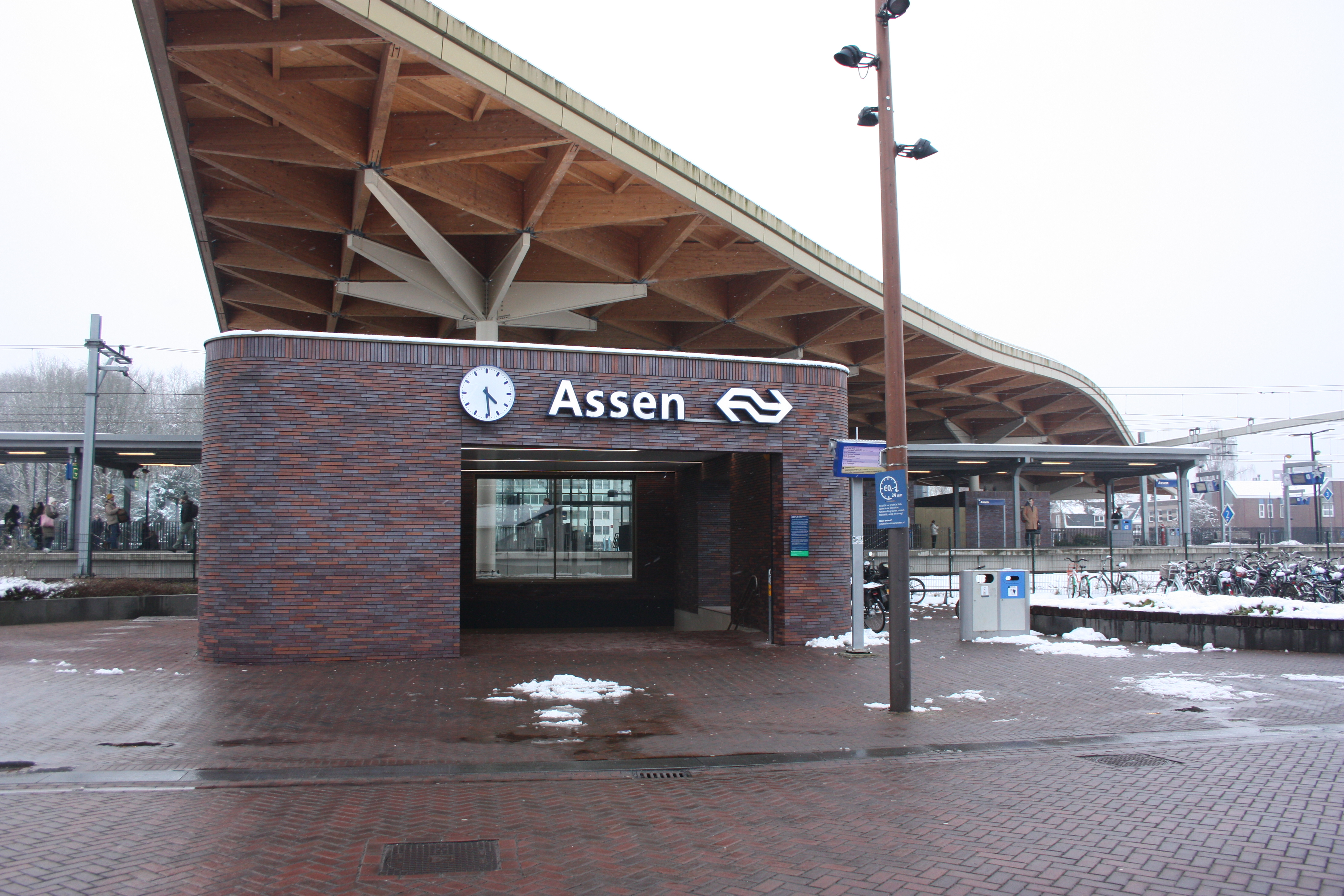
Achteringang
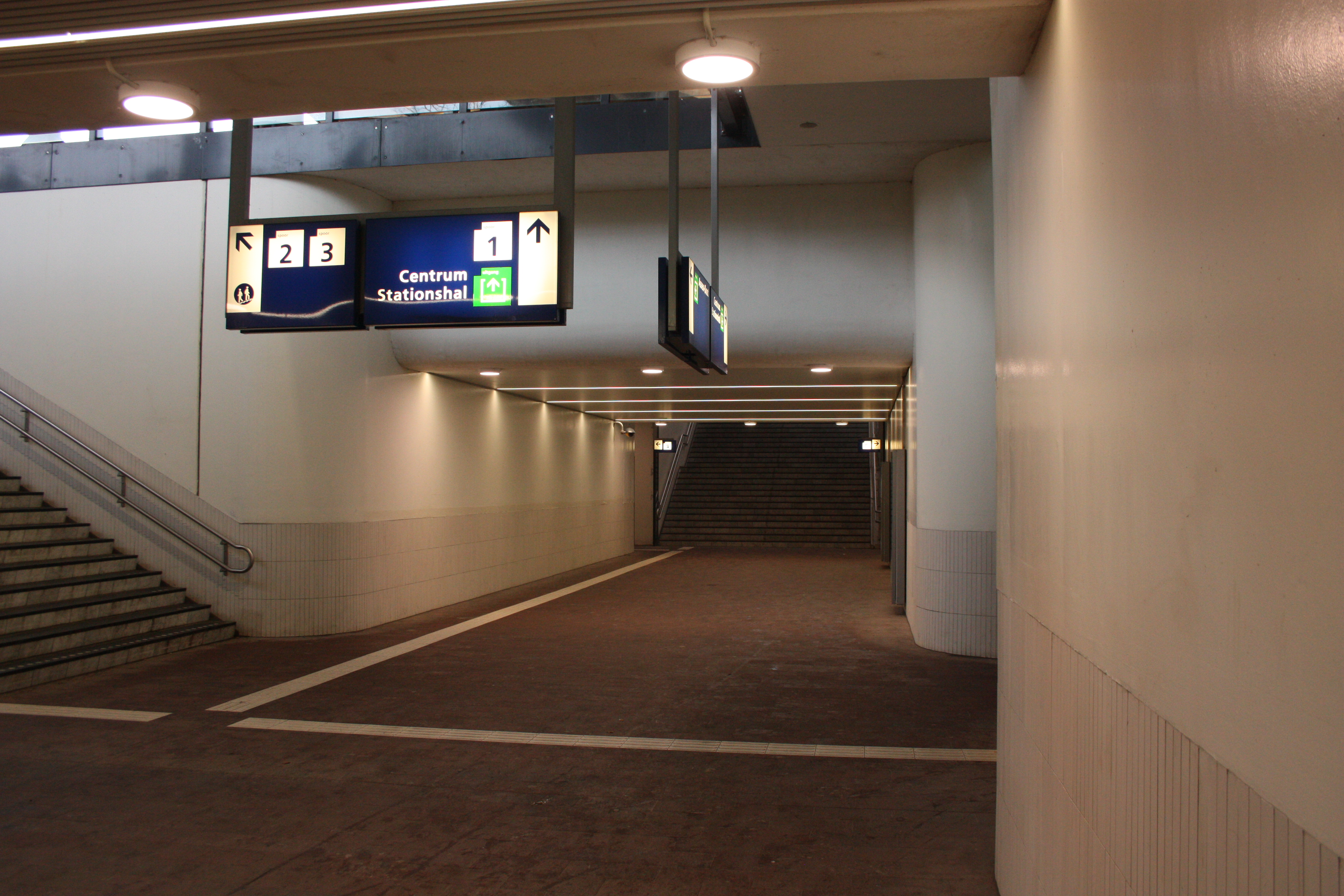
Tunnel onder de sporen

## Ontwikkeling aantal reizigers
Het aantal door NS vervoerde reizigers (per gemiddelde werkdag) ontwikkelde zich sedert 2019 als volgt:
| Jaar | Aantal reizigers |
| ---- | ---------------- |
| 2019 | 8.990            |
| 2020 | 4.143            |
| 2021 | 4.457            |
| 2022 | 6.361            |
| 2023 | 7.402            |
| 2024 | 7.548            |

0,0: Meppel ·
4,6: Ruinerwold ·
8,4: Koekange ·
14,5: Echten ·
19,8: Hoogeveen ·
29,4: Wijster ·
33,7: Beilen ·
37,8: Oranjekanaal ·
40,5: Hooghalen ·
49,3: Assen ·
56,3: Oudemolen ·
60,1: Vries-Zuidlaren ·
66,4: De Punt ·
71,2: Haren ·
74,2: Groningen Europapark ·
76,9: Groningen
Assen ·
Beilen ·
Coevorden ·
Dalen ·
Emmen ·
-Zuid ·
Hoogeveen ·
Meppel ·
Nieuw Amsterdam

Zie ook: lijst van voormalige spoorwegstations in Drenthe
0: Gasselternijveen ·
3: Gasselte ·
7: Gieten ·
9: Eext ·
Anderen ·
15: Rolde ·
20: Assen